# Joeropsis antillensis
Joeropsis antillensis är en kräftdjursart som beskrevs av Mueller1993. Joeropsis antillensis ingår i släktet Joeropsis och familjen Joeropsididae. Inga underarter finns listade i Catalogue of Life.